# Saint-Gervais (Vendeia)
Saint-Gervais é uma comuna francesa na região administrativa da Pays de la Loire, no departamento de Vendéia. Estende-se por uma área de 41,9 km². Em 2010 a comuna tinha 2 721 habitantes (densidade: 64,9 hab./km²).